# Passiflora trifoliata
Passiflora trifoliata Cav. – gatunek rośliny z rodziny męczennicowatych (Passifloraceae Juss. ex Kunth in Humb.). Występuje endemicznie w środkowym i południowym Peru. 

## Morfologia
PokrójZdrewniałe, trwałe, owłosione liany.
LiściePotrójnie klapowane, prawie skórzaste. Mają 3–8,7 cm długości oraz 4,5–10 cm szerokości. Ząbkowane, z ostrym wierzchołkiem. Ogonek liściowy jest owłosiony i ma długość 10–35 mm. Przylistki są podłużnie owalne o długości 10–30 mm.
KwiatyPojedyncze lub zebrane w pary. Działki kielicha są podłużne, różowawe, mają 2-3,5 cm długości. Płatki są podłużne, różowawe, mają 2–3,3 cm długości. Przykoronek ułożony jest w jednym rzędzie, fioletowy, ma 1 mm długości.
OwoceMają jajowaty kształt. Mają 4–6 cm długości i 2,5–3,5 cm średnicy.

## Biologia i ekologia
Występuje wśród roślinności krzewiastej na wysokości do 4300 m n.p.m.